# Občina Dobrna
Dobrna, oficialmente Občina Dobrna, es una población y un municipio de Eslovenia, conocido principalmente por su balneario. Se encuentra al norte de Celje y al este de Velenje, en lo que es la antigua región histórica de Baja Estiria. En la actualidad pertenece a la región estadística de Savinjska, una de las doce en las que se divide Eslovenia.
La parroquia de la localidad, que data del siglo XVI y sufrió reconstrucciones y remodelaciones en los tres siglos siguientes, está dedicada a la Asunción de María (en esloveno: Marijino vnebovzetje) y forma parte de la diócesis de Celje.

## Poblaciones en el municipio
Brdce nad Dobrno, Dobrna, Klanc, Loka pri Dobrni, Lokovina, Parož, Pristova, Strmec nad Dobrno, Vinska Gorica, Vrba, Zavrh nad Dobrno